# Фінал кубка Англії з футболу 1971
Фінал кубка Англії з футболу 1971 — 90-й фінал найстарішого футбольного кубка у світі. Учасниками фіналу були  лондонський «Арсенал» і «Ліверпуль».
Перемогу у фіналі святкували «каноніри», які здобули четвертий у своїй історії титул володарів Кубка Англії. Оскільки незадовго до фіналу Кубка лондонська команда здобула перемогу й у чемпіонаті країни, то «Арсенал» став четвертим англійським клубом, якому вдавався «золотий дубль» (після «Престон Норт-Енд», «Астон Вілли» і «Тоттенгем Готспур»).
Основний час фінальної гри завершився нульовою нічиєю, а додатковий час виявився значно багатшим на події — на його початку нарешті відкрити рахунок гри вдалося «Ліверпулю», після чого активізувався «Арсенал», який завдяки голам на 101-й і 111-й хвилинах зумів вирвати вольову перемогу.

## Шлях до фіналу
| «Ліверпуль»         | «Ліверпуль» | «Ліверпуль»                             | Раунд           | «Арсенал»        | «Арсенал» | «Арсенал»                                                         |
| ------------------- | ----------- | --------------------------------------- | --------------- | ---------------- | --------- | ----------------------------------------------------------------- |
| Суперник            | Результат   | Матчі                                   |                 | Суперник         | Результат | Матчі                                                             |
| «Олдершот»          | 1-0         | 1-0 вдома                               | Третій раунд    | «Йовіл Таун»     | 3-0       | 3—0 на виїзді                                                     |
| «Свонсі Сіті»       | 3–0         | 3–0 вдома                               | Четвертий раунд | «Портсмут»       | 4–3       | 1—1 вдома, 3-2 на виїзді (перегравання)                           |
| «Саутгемптон»       | 1–0         | 1–0 вдома                               | П'ятий раунд    | «Манчестер Сіті» | 2–1       | 2—1 на виїзді                                                     |
| «Тоттенгем Готспур» | 1–0         | 0—0 вдома, 1-0 на виїзді (перегравання) | Шостий раунд    | «Лестер Сіті»    | 1–0       | 0—0 на виїзді, 1-0 вдома (перегравання)                           |
| «Евертон»           | 2–1         | 2–1 на нейтральному полі                | 1/2 фіналу      | «Сток Сіті»      | 4–2       | 2–2 на нейтральному полі, 2–0 на нейтральному полі (перегравання) |

## Матч
| 8 травня 1971 15:00 BST |

| «Ліверпуль» | 1–2 (д.ч.) | «Арсенал» (Лондон)     |
| ----------- | ---------- | ---------------------- |
| Гайвей 92'  | Протокол   | Келлі 101' Джордж 111' |

| Вемблі, Лондон Глядачів: 100 000 Арбітр: Норман Бертеншоу |

| «Ліверпуль» | «Арсенал» (Лондон) |

|                  |    |                |  |     |
|                  |    |                |  |     |
| ВР               | 1  | Рей Клеменс    |  |     |
| ЗХ               | 2  | Кріс Лоулер    |  |     |
| ЗХ               | 3  | Алек Ліндсей   |  |     |
| ЗХ               | 4  | Томмі Сміт (к) |  |     |
| ЗХ               | 5  | Ларрі Ллойд    |  |     |
| ПЗ               | 6  | Емлін Г'юз     |  |     |
| ПЗ               | 7  | Іан Каллаган   |  |     |
| НП               | 8  | Алун Еванс     |  | 68' |
| ПЗ               | 9  | Стів Гайвей    |  |     |
| НП               | 10 | Джон Тошак     |  |     |
| ПЗ               | 11 | Браян Голл     |  |     |
| Заміна:          |    |                |  |     |
| ПЗ               | 12 | Пітер Томпсон  |  | 68' |
| Головний тренер: |    |                |  |     |
| Білл Шенклі      |    |                |  |     |

|                  |    |                     |  |     |
|                  |    |                     |  |     |
| ВР               | 1  | Боб Вілсон          |  |     |
| ЗХ               | 2  | Пет Райс            |  |     |
| ЗХ               | 3  | Боб Макнаб          |  |     |
| ПЗ               | 4  | Пітер Сторі         |  | 64' |
| ЗХ               | 5  | Френк Маклінток (к) |  |     |
| ЗХ               | 6  | Пітер Сімпсон       |  |     |
| ПЗ               | 7  | Джордж Армстронг    |  |     |
| ПЗ               | 8  | Джордж Грем         |  |     |
| НП               | 9  | Джон Радфорд        |  |     |
| НП               | 10 | Рей Кеннеді         |  |     |
| ПЗ               | 11 | Чарлі Джордж        |  |     |
| Заміна:          |    |                     |  |     |
| ПЗ               | 12 | Едді Келлі          |  | 64' |
| Головний тренер: |    |                     |  |     |
| Берті Мі         |    |                     |  |     |